# Känsö torn
Känsö torn är en byggnad med samband med den tidigare Känsö karantänsanläggning på Känsö utanför Göteborg. Byggnaden förvaltas av Fortifikationsverket och är ett statligt byggnadsminne sedan den 10 november 1939.
Det runda tornet byggdes 1817–18 i rött tegel på en hög sockel i granit som en del av den samtidigt uppförda karantänsanläggningen. Det inreddes med två våningar och en plattform på taket, varifrån anläggningens personal hade uppsikt över skärgården runtom ön och en bra bit ut till havs. Tornet tjänstgjorde också som ett landmärke för att fartygsbefälhavare på inkommande skepp lätt skulle hitta till karantänsstationen.
Den dåvarande karantänschefen ansåg 1840, att tornet inte längre behövdes som observationsplats, men att det även fortsättningsvis borde underhållas som landmärke. Lotsverket övertog ansvaret för tornet 1870, renoverade det 1875, med eftersatte senare underhållet så att en del av tornet rasade 1910. Lotsverkets minskade intresse för tornet som landmärke ledde till att Göteborgs Kungliga Segelsällskap 1911 genomförde en insamling bland intresserade skärgårdsbor och fick ihop medel för att utvändigt restaurera tornet.
Under andra världskrigets senare del (1944) monterade försvarsmakten en atrapp för en radaranläggning på tornet.
År 1980 renoverades tornet igen, men det står numera tomt. Tornet har invändigt en spiraltrappa av gjutjärn.

## Bildgalleri

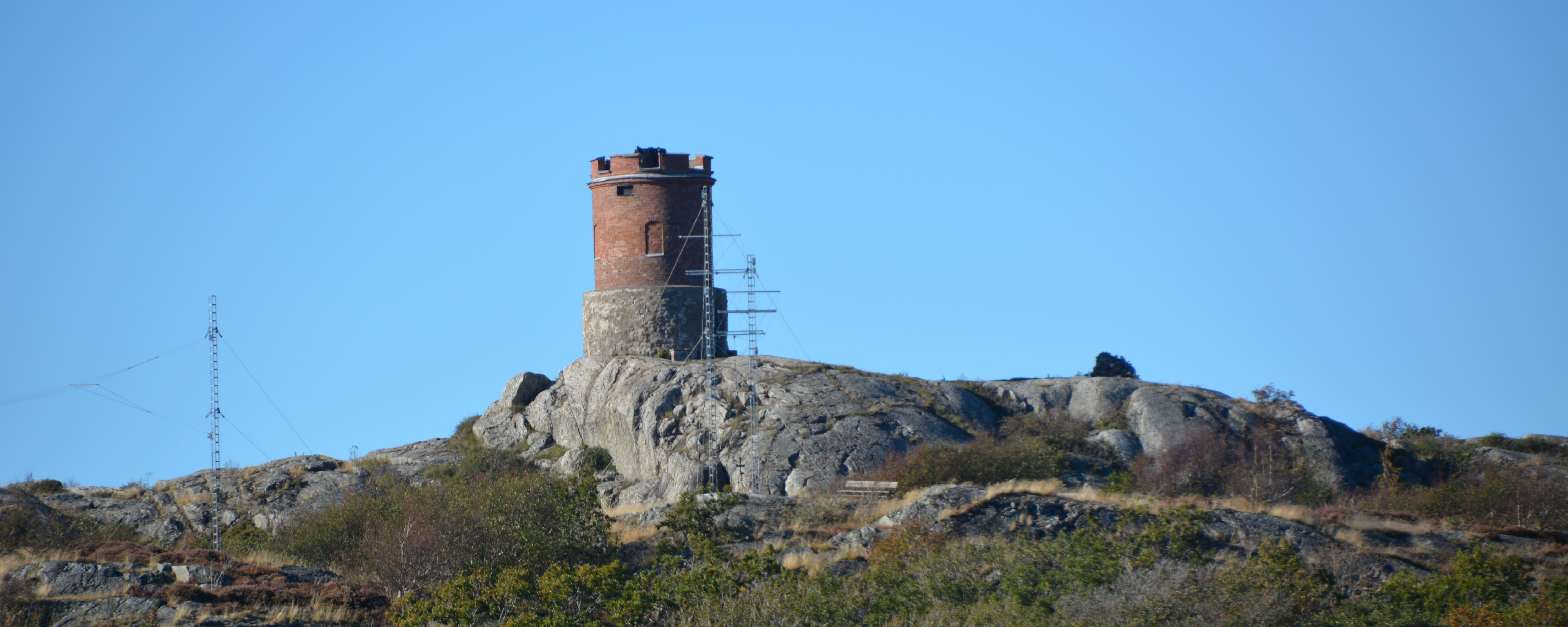
Känsö torn